# Karl August Arnold
Karl August Arnold (* 29. Oktober 1888 in Steinbach (Baden-Baden); † 7. November 1980 in Rosenheim) war ein deutscher Maler.

## Leben
Karl August Arnold war Sohn eines Schulleiters. Er studierte Germanistik, Neuphilologie und Kunstwissenschaft in Straßburg und München. Während seines Studiums wurde er 1910 Mitglied der Straßburger Burschenschaft Arminia (seit 1922 zu Tübingen). Nachdem er das Lehramtsstudium abgebrochen hatte, wurde er Schüler von Heinrich von Zügel und wurde Maler. Während des Ersten Weltkriegs war er als Artilleriebeobachter und Artillerieoffizier in Nordfrankreich und Galizien eingesetzt. Dort entstanden Kriegszeichnungen, Skizzen und Aquarelle. Nach dem Krieg war er als freischaffender Künstler im Schwarzwald tätig und zog 1919 nach Endorf am Chiemsee. Von 1921 bis 1940 zeigte er im Saal der Bibliothek des Schlosses Herrenchiemsee eine ständige Kunstausstellung Arnold Herrenchiemsee.

## Werke (Auswahl)
- Straßburger Münster. 1912
- Feldbergblick. 1916
- Seeufer. 1921
- Am Chiemsee bei Gassau. 1926
- Frauenchiemsee. 1926
- Lofer im Herbst. 1926
- Albtal bei Ettlingen. 1927
- Am Tegernsee bei Bad Wiessee. 1927
- Herbstabend am Tegernsee. 1927
- Neckar bei Neckarsteinach. 1928
- Herbstsonne am Tegernsee. 1929
- Irschenberg-Landschaft. 1931
- Mauthäuslstraße. 1931
- Aschtal. 1945

## Ausstellungen (Auswahl)
- 1921–1940: Kunstausstellung Arnold Herrenchiemsee im Schloss Herrenchiemsee
- 2009: Ausstellung über Karl August Arnold im Reblandmuseum Steinbach
- 2011: Ausstellung in Zell am Harmersbach mit dem Querschnitt durch das malerische Schaffen während seiner Teilnahme am Ersten Weltkrieg